# Dance Nation
Dance Nation Records – brytyjsko-irlandzka wytwórnia płytowa stworzona w 2007 roku pod nazwą Hard2Beat Records. W 2010 roku została przemianowana na Dance Nation.

## Artyści
- Aylar[2]
- Bandito[3]
- Basshunter[4]
- Bass Slammers[5]
- Fragma[6]
- Gathania[7]
- H 'Two' O[8]
- Lazee[9]
- Milk Inc[10]
- Sash![11]
- Nordic Stars[12]
- Platnum[13]
- September[14]
- Tina More[15]

## Dyskografia

### Albumy
| Data wydania | Artysta    | Tytuł                       |
| ------------ | ---------- | --------------------------- |
| 14-01-2008   | Różni      | Big Tunes 2008              |
| 21-04-2008   | Różni      | Hard2Beat Club Anthems 2008 |
| 14-07-2008   | Basshunter | Now You’re Gone – The Album |
| 21-07-2008   | Różni      | Put Your Hands Up! 4        |
| 29-09-2008   | Różni      | Classic Big Tunes           |
| 20-10-2008   | Sash!      | The Best Of                 |
| 30-11-2008   | Różni      | Hard House Anthems          |
| 29-12-2008   | Różni      | Wigan Pier Presents Bounce  |
| 04-05-2009   | Różni      | Dance Nation                |
| 03-08-2009   | September  | Cry for You – The Album     |
| 05-10-2009   | Basshunter | Bass Generation             |
| 27-07-2009   | Różni      | Big Tunes – Back 2 The 90's |

### Single
| H2B 01                         | 31-12-2007 | Basshunter                          | "Now You’re Gone"                     | 1  | 1  |
| H2B 02                         | 11-02-2008 | H Two O ft. Platnum                 | "What's It Gonna Be"                  | 2  | 7  |
| H2B 03                         | 06-04-2008 | September                           | "Cry for You"                         | 5  | 8  |
| H2B 06                         | 07-07-2008 | Sunset Strippers                    | "Step Right Up"                       | –  | –  |
| H2B 07                         | 11-08-2008 | 7th Heaven ft. Katherine Ellis      | "Ain’t Nothin' Goin' on But the Rent" | –  | –  |
| H2B 08                         | 07-07-2008 | Basshunter                          | "All I Ever Wanted"                   | 2  | 1  |
| H2B 10                         | 27-07-2008 | Bob Sinclar pres. Fireball          | "What I Want"                         | 52 | –  |
| H2B 11                         | 28-07-2008 | Weekend Warriors                    | "Don’t Stop Believing"                | –  | –  |
| H2B 12                         | 22-09-2008 | Platnum                             | "Love Shy (Thinking About You)"       | 12 | 24 |
| H2B 15                         | 06-10-2008 | Sash! feat. Stunt                   | "Raindrops (Encore Une Fois)"         | 9  | 28 |
| H2B 16                         | 22-09-2008 | Basshunter                          | "Angel in the Night"                  | 14 | 10 |
| H2B 17                         | 29-09-2008 | Bass Slammers ft. Sally Jaxx        | "Dancing With an Angel"               | –  | –  |
| H2B 18                         | 18-05-2009 | Star Pilots                         | "In the Heat of the Night"            | 21 | –  |
| H2B 19                         | 27-10-2008 | Groove Coverage                     | "Moonlight Shadow"                    | –  | –  |
| H2B 20                         | 14-12-2008 | Basshunter                          | "I Miss You"                          | 32 | –  |
| H2B 21                         | 08-12-2008 | Geo Da Silva                        | "Do It Like a Truck"                  | –  | –  |
| H2B 22                         | 05-04-2009 | Lasgo                               | "Out of My Mind"                      | –  | –  |
| H2B 23                         | 08-03-2009 | September                           | "Can’t Get Over"                      | 14 | 38 |
| H2B 24                         | 15-12-2008 | Confused Crew                       | "One Bad Apple"                       | –  | –  |
| H2B 25                         | 14-12-2008 | Basshunter                          | "Jingle Bells"                        | 35 | –  |
| H2B 26                         | 05-04-2009 | Basshunter                          | "Walk on Water"                       | 76 | –  |
| H2B 29                         | 18-03-2009 | Lenny Fontana & Ridney pres. Larisa | "Wait 4 U"                            | –  | –  |
| H2B 35                         | 19-04-2009 | Anna Grace                          | "You Make Me Feel"                    | –  | –  |
| H2B 42                         | 21-09-2009 | Basshunter                          | "Every Morning"                       | 17 | 17 |
| bd.                            | 30-10-2009 | Basshunter                          | "I Promised Myself"                   | 94 | –  |
| DANCEN09CDS                    | 18-07-2010 | Basshunter                          | "Saturday"                            | 21 | 37 |
| "–" pozycja nie była notowana. |            |                                     |                                       |    |    |

## Nominacje
| Rok  | Nagroda             | Kategoria  | Wynik     |
| ---- | ------------------- | ---------- | --------- |
| 2009 | Bounce Heaven Award | Best Label | Nominacja |